# Frits Went
Friedrich August Ferdinand Christian Went (18 de juny de 1863, Amsterdam — 24 de juliol de 1935, Wassenaar) va ser un botànic neerlandès, professor de botànica i director del Jardí botànic de la Universitat d'Utrecht. Va ser Fellow of the Royal Society
El seu fill va ser el botànic Frits Warmolt Went, qui l'any 1927, encara d'estudiant, treballà en les fitohormones i el paper que tenen en l'auxina i el fototropisme.